# Locharna limbata
Locharna limbata är en fjärilsart som beskrevs av Collenette 1932. Locharna limbata ingår i släktet Locharna och familjen tofsspinnare. Inga underarter finns listade i Catalogue of Life.